# Alzacka Republika Rad
Alzacka Republika Rad (niem. Elsässische Räterepublik, fr. République soviétique alsacienne) – krótkotrwała republika socjalistyczna, powołana w okresie niemieckiej rewolucji 10 listopada 1918 roku na terenie Alzacji-Lotaryngii.

## Historia
W ostatnich dniach I wojny światowej wybuchł w kilońskim porcie wojennym bunt marynarzy, zapoczątkowujący rewolucję niemiecką. Około 15 000 marynarzy z Alzacji i Lotaryngii służyło w tym czasie w Reichsmarine, większość z nich przyłączyła się do rewolucji. Marynarze dotarli do Strasburga, stolicy prowincji Alzacja-Lotaryngia 9 listopada, gdzie powitały ich tłumy demonstrantów. Ludność wraz z marynarzami ustanowiła Rady Robotnicze i Żołnierskie, które przejęły władzę nad miastem następnego dnia.
Ze Strasburga rewolucja rozszerzyła się na resztę prowincji, Rady ustanowiono w Haguenau, Miluzie, Sélestat, Colmar, Metz i mniejszych miastach. Ogłoszono amnestię i wolność prasy oraz podniesiono pensje strajkującym robotnikom.
Jacques Peirotes, lider socjaldemokratów w Strasburgu zwrócił się natomiast do władz francuskich o wprowadzenie wojska do regionu w celu przywrócenia porządku. Wojsko francuskie wkroczyło do Strasburga 22 listopada, a Rady przekazały Francuzom władzę. Francuzi odwołali wszystkie rewolucyjne dekrety, spacyfikowali strajki oraz aresztowali agitatorów komunistycznych.